# Le Coq Sportif

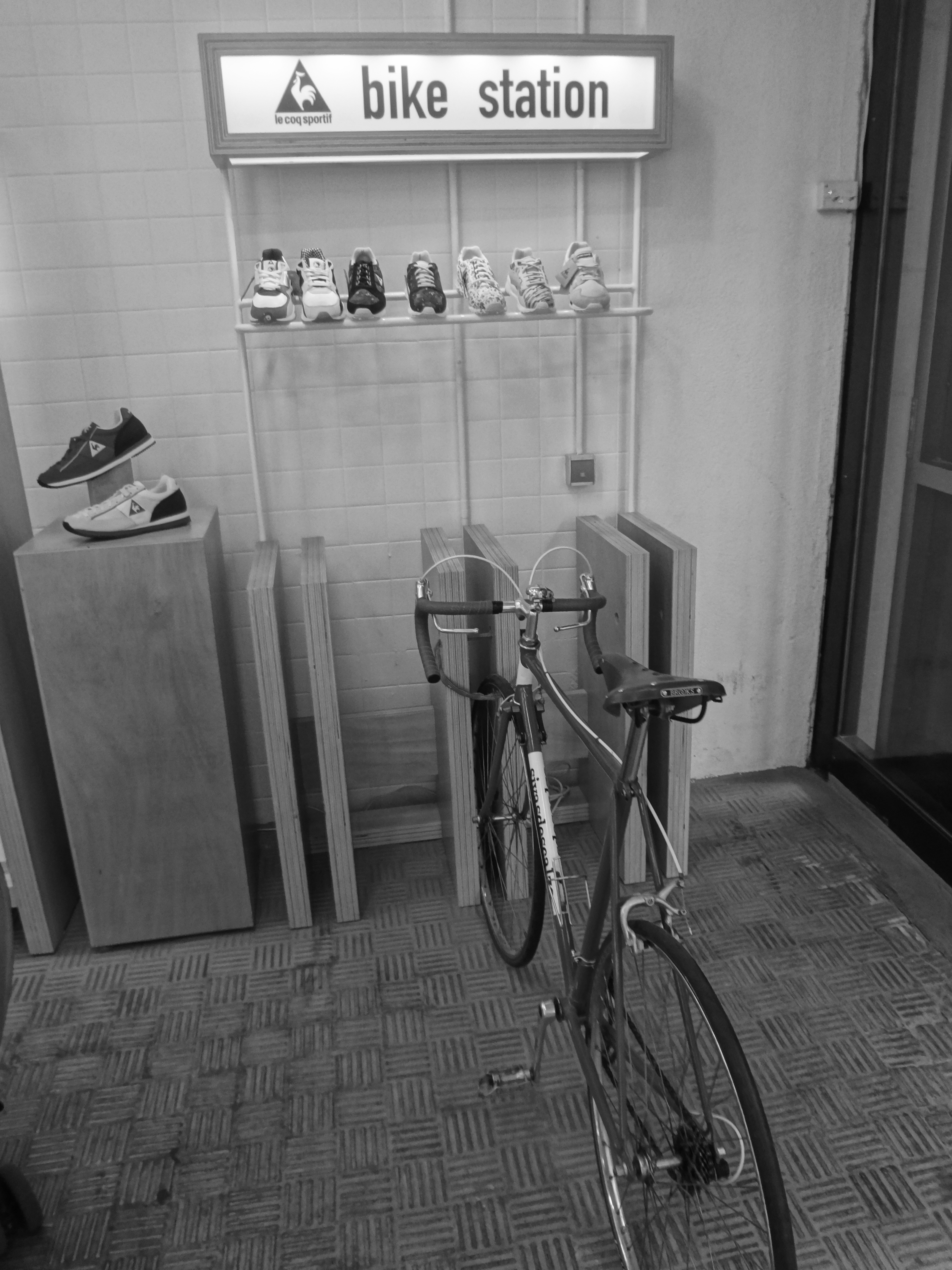
Le Coq Sportif Madrid

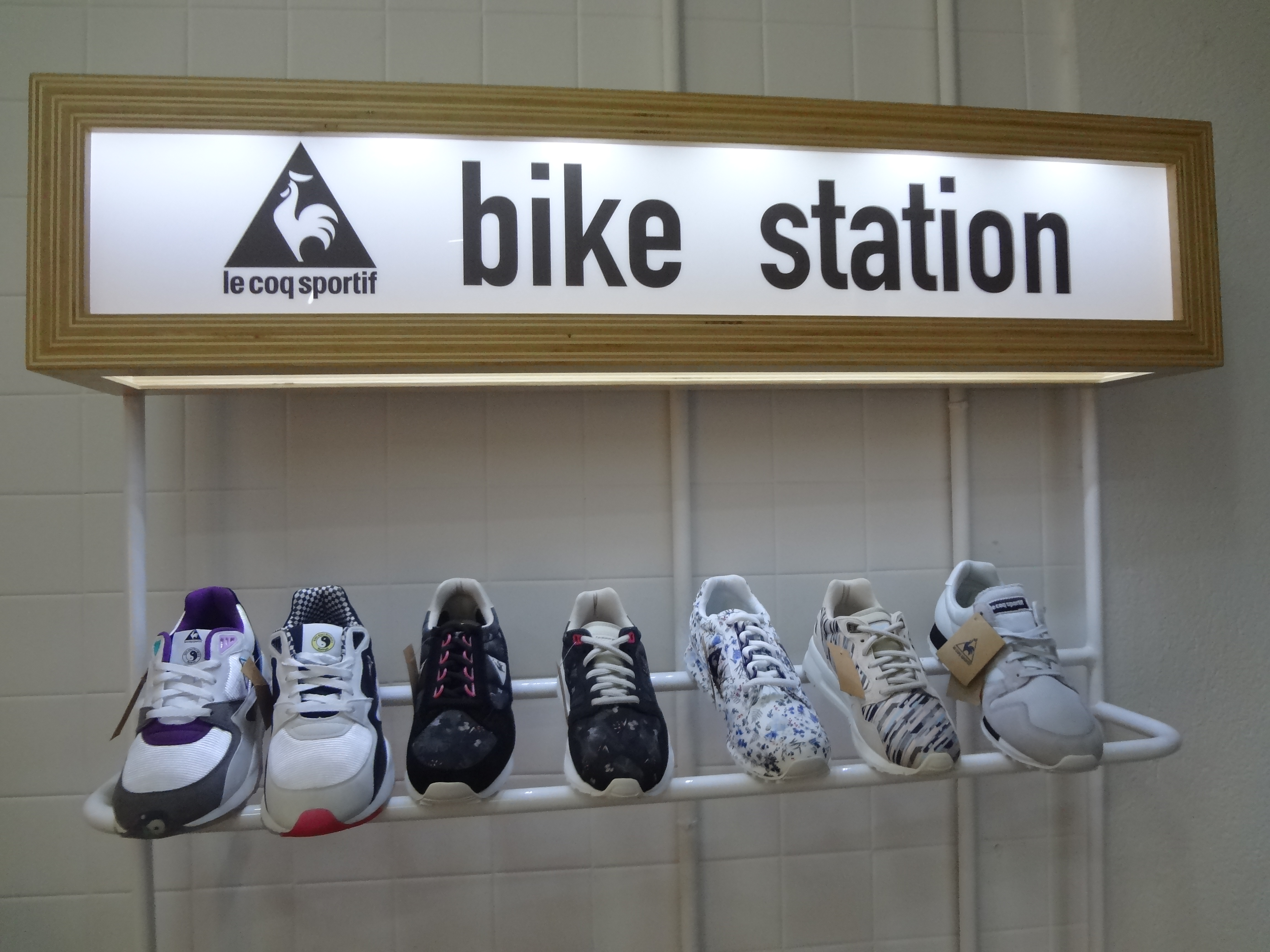
Le Coq Sportif Madrid

Le Coq Sportif ist ein französischer Sportartikelhersteller. Der Unternehmensname leitet sich vom gallischen Hahn, dem französischen Nationalsymbol, ab.

## Geschichte
Das Unternehmen wurde 1882 vom Hutmacher Émile Camuset gegründet. In den 1920er Jahren wandelte sein Sohn den Betrieb in einen Hersteller von Sportbekleidung um. Bereits in den 1930er Jahren rüstete das Unternehmen etwa die französische Fußballnationalmannschaft aus.
Erst 1950 wurde die Marke offiziell registriert. 1951 wurde der Hersteller offizieller Ausrüster der Tour de France. Le Coq Sportif war seit den 1950er-Jahren offizieller Ausrüster einiger bekannter Fußballvereine in Europa, wie z. B. Everton FC, AS Monaco, Stade Reims, FC Nantes oder Ajax Amsterdam. 1969 beschäftigte man 500 Mitarbeiter.
Zwischen 1966 und 1973 entwickelte sich eine enge Zusammenarbeit mit dem Unternehmen adidas, wobei Le Coq Sportif die Kenntnisse in der Textilbranche einbrachte. Von 1973 bis 1976 war man Ausrüster beim Fußball-Bundesligisten 1. FC Köln. 1974 wurde das Unternehmen schließlich komplett von adidas übernommen. Adidas verwendete die Marke jedoch weiterhin, wobei Le Coq Sportif 1982 und 1986 jeweils Ausrüster der Fußballnationalmannschaft Italiens bzw. Argentiniens war, den damaligen Gewinnern der FIFA Fußball-Weltmeisterschaften. Zudem arbeitete man auch mit zahlreichen Tennisprofis zusammen, etwa mit Yannick Noah. Seitdem verlor Le Coq Sportif jedoch deutlich an Bedeutung. Im Jahr 1995 wurde das Unternehmen an die amerikanische Brown Shoes Company verkauft.
1998 kaufte eine Gruppe von Investoren von Alsace, einem elsässischen Unternehmen, die Marke auf, um dieser zurück zu alter Stärke zu verhelfen. Nach diesem Marken-Relaunch wandte sich das Unternehmen über den Sektor der professionellen Sportbekleidung auch dem Bereich Streetfashion zu.
2005 wurde Le Coq Sportif von der Schweizer Holding Airesis übernommen. 2010 wurde wieder eine Produktionsanlage am alten Gründungsort Romilly-sur-Seine eröffnet, damit das Unternehmen zumindest teilweise wieder mit dem Slogan Made in France werben kann.
Nach 24 Jahren wurde Le Coq Sportif 2012 auch wieder Wertungstrikotausrüster der Tour de France. Aktuell ist die Marke auch Ausrüster einiger Fußballvereine, insbesondere in Japan und Südkorea, wo das Unternehmen sehr bekannt ist. Hier arbeitet man mit lokalen Designern, die die globale Kollektion für den lokalen Markt ergänzen und anpassen. Außerdem vereinbarten sie einige Partnerschaften, um Sondermodelle zu veröffentlichen. Für Le Coq Sportif Korea wurde zum Beispiel die Partnerschaft mit dem Autohersteller Peugeot geschlossen, um einen Schuh namens „Peugeot 207cc.“ herzustellen.
Anfang April 2021 gab Le Coq Sportif die Unterzeichnung eines Vertrags mit dem französischen Verband für Judo, Jujitsu, Kendo und verwandte Sportarten bekannt, um offizieller Ausrüster zu werden.

## Sponsoring
Le Coq Sportif unterstützte in den 1970er-Jahren den italienischen Automobilrennfahrer Alberto Colombo bei seinen Einsätzen für Sanremo Racing in der Formel-2-Europameisterschaft und war auch als Sponsor für Colombos – letztlich gescheitertes – Formel-1-Projekt Riviera F1 vorgesehen.